# Čertkovskij rajon
Il Čertkovskij rajon, in russo Чертко́вский район?, è un rajon dell'Oblast' di Rostov, nella Russia europea. Istituito nel 1920, il capoluogo è Čertkovo.